# Somme-Vesle
Somme-Vesle è un comune francese di 564 abitanti situato nel dipartimento della Marna nella regione del Grand Est.

## Società

### Evoluzione demografica
Abitanti censiti